# Морея (растение)
Море́я (лат. Moraea) — род травянистых клубнелуковичных красивоцветущих многолетних растений семейства Ирисовые.
Преимущественно африканский род. Включает приблизительно 200 видов, произрастающих от Сахары до Южной Африки и Средней Азии. Большинство представителей являются эндемиками Южной Африки, около 125 в Капском царстве; два вида встречаются в Евразии.
Последний монограф рода П. Голдблатт на основании молекулярных данных (Goldblatt, 2001; 2002) включил в него все близкие старые и недавно описанные роды: Barnardiella, Galaxia, Roggeveldia, Hexaglottis, Homeria и Gynandriris.

## Название
Род назван в честь Сары Элизабет Мореи, 1716—1806), жены Карла Линнея, матери его семерых детей; а также в честь её отца, Юхана Ханссона Мореуса (швед. Johan Hansson Moraeus, 1672—1742), городского врача города Фалуна.

## Биологическое описание
Род Moraea характеризуется следующими морфологическими признаками: шаровидные клубнелуковицы покрыты мембранными или волокнистыми и сетчатыми туниками, которые могут накапливаться в несколько слоев; стрелка, простая или ветвистая, часто снабжена короткими листьями; листья одиночные или несколько, двусторонние с продольными ложбинками или круглые в сечении; соцветие — цимозный щиток, заключенный в чехол; прицветники закрытые, перепончатые; околоцветник радиально симметричный (трубка отсутствует); наружные сегменты околоцветника ногтевидные с завернутыми окончаниями; внутренние прямые, цельные, 3-раздельные, уменьшены или почти не развиты; тычинки прижатые; завязь булавовидная; столбик короткий 3-раздельный, лопасти его лепестковидные.

## Виды

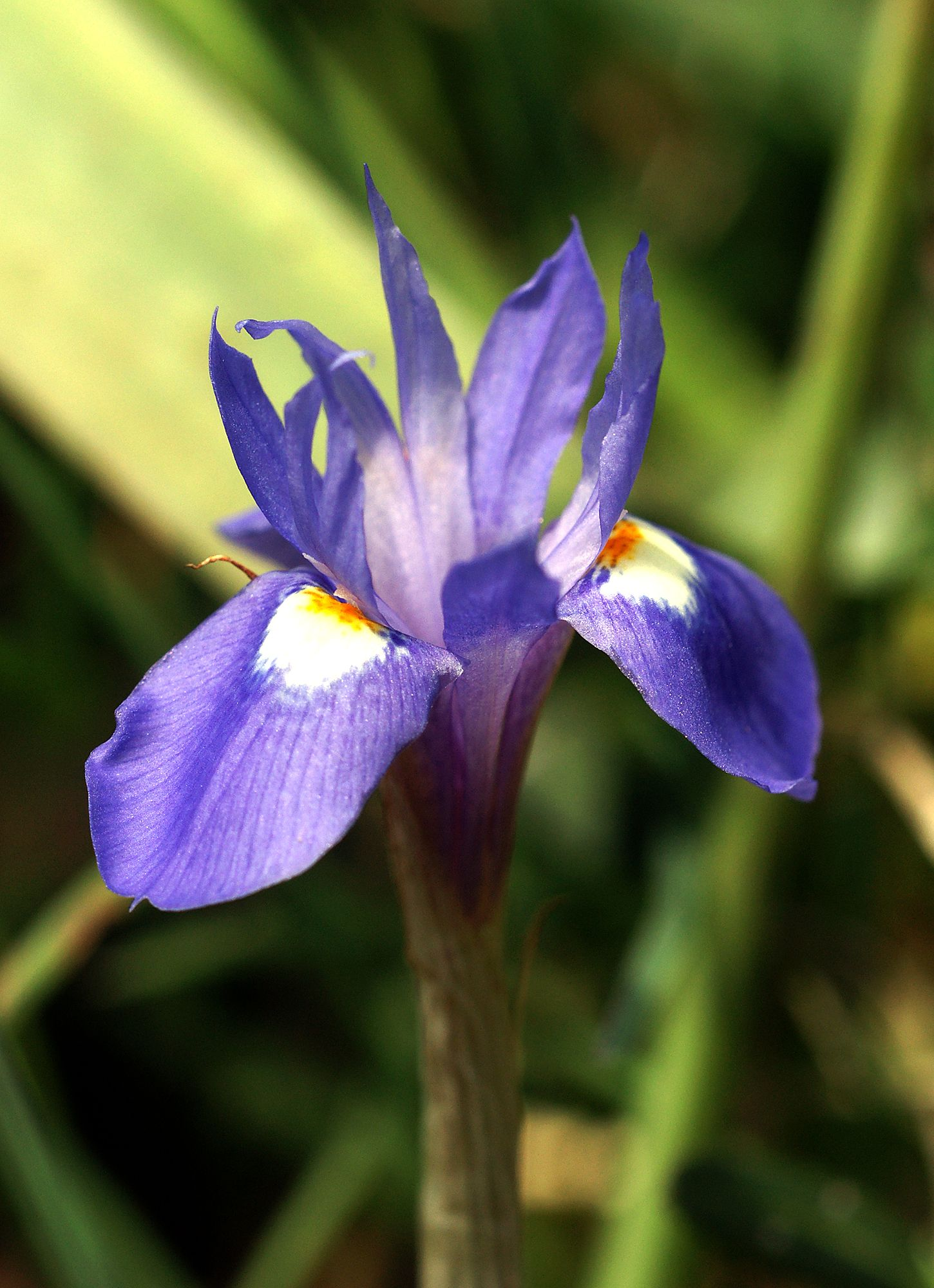
Морея голубоглазковая. Майорка

По информации базы данных The Plant List, род включает 201 вид:
- Moraea angulata Goldblatt
- Moraea bifida (L.Bolus) Goldblatt
- Moraea crispa Thunb.
- Moraea demissa Goldblatt
- Moraea elegans Jacq.
- Moraea flavescens (Goldblatt) Goldblatt
- Moraea graniticola Goldblatt
- Moraea hexaglottis Goldblatt
- Moraea incurva G.J.Lewis
- Moraea longifolia (Jacq.) Pers.
- Moraea minima Goldblatt
- Moraea neglecta G.J.Lewis
- Moraea patens (Goldblatt) Goldblatt
- Moraea reflexa Goldblatt
- Moraea sisyrinchium (L.) Ker Gawl. — Морея голубоглазковая
- Moraea tricolor Andrews
- Moraea umbellata Thunb.